# Ochrana
Die Ochrana (russisch охрана oder auch in der Verkleinerungsform Ochranka) war der inoffizielle Oberbegriff für die verschiedenen Geheimdienste und die Geheimpolizei im zaristischen Russland. Die offizielle Bezeichnung dafür lautete Ochrannoje otdelenie (Охранное отделение, deutsch: „Sicherheitsabteilung“).

## Geschichte
Die Ochrannoje otdelenie wurde 1881 von Zar Alexander III. gegründet und unterstand dem Innenministerium. Sie ging aus der Dritten Abteilung der eigenen Kanzlei seiner Kaiserlichen Majestät hervor, die 1826 von Zar Nikolaus I. nach dem Dekabristenaufstand eingerichtet worden war.
Diese Abteilung nahm bereits die Aufgaben einer politischen Geheimpolizei wahr. Die Ochrana galt als recht effektives geheimpolizeiliches Organ im Kampf gegen politische Abweichler und gewalttätige Terroristen. Der österreich-ungarische Oberst Alfred Redl arbeitete mit der Ochrana zusammen und verriet wichtige Einsatzpläne des österreich-ungarischen Militärs an Russland. 1904 war die von Hugo Haase aufgedeckte Tätigkeit von Ochrana-Agenten in Deutschland Gegenstand des Königsberger Geheimbundprozesses und mehrerer Reichstagsdebatten.
Nach der Oktoberrevolution wurde die Ochrana 1917 aufgelöst.
Die Auslandsaktivitäten der sowjetischen OGPU wurden nach dem Vorbild der Ochrana aufgebaut.

## Vermischtes
Lange vermutete man, dass Pjotr Iwanowitsch Ratschkowski, ein in Paris ansässiger Agent der Ochrana, zur Stärkung der Machtposition Zar Nikolaus’ II. die antisemitischen Protokolle der Weisen von Zion fingierte. Da dafür keine belastbaren Quellen vorliegen, wird es inzwischen für einen Geschichtsmythos gehalten. Noch heute ist die Ochrana gelegentlich Sujet in Verschwörungs- und Illuminaten-Theorien.
Literarisch hat Joseph Roth (1894–1939) in seinem Roman Beichte eines Mörders, erzählt in einer Nacht (1936) die Willkür der zaristischen Geheimpolizei thematisiert. Die dienstlichen Vorschriften der Ochrana dienten späteren sowjetischen Geheimdiensten, ungeachtet der völlig entgegengesetzten politischen Interessenlage, als Vorbild, weil hier sehr viel geheimpolizeiliche Erfahrung z. B. über die Anwerbung von V-Leuten oder die verdeckte Überwachung und Beobachtung interessierender Personen zusammengefasst war.